# Steelfactory
Steelfactory — шестнадцатый студийный альбом группы U.D.O., выпущенный 31 августа 2018 года лейблом AFM Records. Это первый альбом с сыном Удо Диркшнайдера Свеном Диркшнайдером в качестве барабанщика группы. Первый сингл «Rising High» был доступен на стриминг-сервисах 15 июня 2018 года. На песню «One Heart One Soul» был выпущен видеоклип, а видео с лирикой — на «Make the Move». Steelfactory — последний альбом, в записи которого принимал участие басист Фитти Винхольд; в сентябре 2018 года он объявил об уходе из группы.

## Об альбоме
U.D.O. начали писать альбом в марте 2018 года после выступлений в Северной Америке. Музыка была сочинена всеми членами группами, в отличие от альбомов Steelhammer и Decadent, которые были в основном сочинены Удо и Фитти Винхольдом. Диркшнайдер говорит, что не было какой-то определенной поставленной цели в отношении того, какое звучание он хотел в альбоме. «Мы только начинаем работать над новым альбомом и видим, что выходит. Иногда это немного более агрессивно, иногда это немного более мелодично; иногда вы добавляете клавишные, без разницы. На этот раз, я думаю, на целом альбоме — это отличное сочетание песен. У нас есть очень быстрые песни, высокотемповые песни, среднетемповые песни, баллады, всё». На альбом повлияли гастроли с проектом Dirkschneider, где исполнялся классический материал Accept.
Удо Диркшнайдер говорит, что на музыкальное направление Steelfactory оказали влияние гастроли, когда группа выступала под названием Dirkschneider с 2015 по 2018 год, во время которых она играла только песни Accept».

## Список композиций
Все песни написаны Удо Диркшнайдером; вся музыка сочинена U.D.O., кроме отмеченных.
| №                   | Название                   | Музыка                      | Длительность |
| ------------------- | -------------------------- | --------------------------- | ------------ |
| 1.                  | «Tongue Reaper»            |                             | 4:25         |
| 2.                  | «Make the Move»            |                             | 4:04         |
| 3.                  | «Keeper of My Soul»        |                             | 4:02         |
| 4.                  | «In the Heat of the Night» |                             | 4:52         |
| 5.                  | «Raise the Game»           |                             | 4:11         |
| 6.                  | «Blood on Fire»            |                             | 4:42         |
| 7.                  | «Rising High»              | Штефан Кауфманн             | 4:09         |
| 8.                  | «Hungry and Angry»         |                             | 4:36         |
| 9.                  | «One Heart One Soul»       |                             | 4:56         |
| 10.                 | «A Bite of Evil»           | Кауфманн                    | 5:10         |
| 11.                 | «Eraser»                   |                             | 4:00         |
| 12.                 | «Rose in the Desert»       | Диркшнайдер, Андрей Смирнов | 4:11         |
| 13.                 | «The Way»                  | Диркшнайдер, Смирнов        | 4:47         |
| Общая длительность: | Общая длительность:        | Общая длительность:         | 58:05        |

| №                   | Название                | Музыка              | Длительность |
| ------------------- | ----------------------- | ------------------- | ------------ |
| 1.                  | «The Devil Is an Angel» | Кауфманн            | 4:34         |
| 2.                  | «Pictures in My Dreams» |                     | 6:08         |
| Общая длительность: | Общая длительность:     | Общая длительность: | 1:08:47      |

| №                   | Название                 | Длительность |
| ------------------- | ------------------------ | ------------ |
| 1.                  | «What a Hell of a Night» | 4:07         |
| Общая длительность: | Общая длительность:      | 1:02:12      |

## Участники записи
- Удо Диркшнайдер — вокал
- Андрей Смирнов — гитара
- Фитти Винхольд — бас-гитара
- Свен Диркшнайдер — ударные

Производство
- Якоб Хансен — продюсер, запись (гитары), сведение
- Диего Верхаген — обложка, дизайн буклета
- Хольгер Тильбёргер — запись (бас-гитара, ударные)
- Штефан Кауфманн — запись (вокал)

## Позиции в чартах
| Чарт (2018)                     | Наивысшая позиция |
| ------------------------------- | ----------------- |
| Австрия (Ö3 Austria)            | 23                |
| Венгрия (MAHASZ)                | 39                |
| Германия (Offizielle Top 100)   | 7                 |
| Норвегия (VG-lista)             | 33                |
| Чехия (ČNS IFPI)                | 27                |
| Швейцария (Schweizer Hitparade) | 24                |
| Швеция (Sverigetopplistan)      | 19                |